# Superguidis
Superguidis est un groupe brésilien de rock, originaire de Guaíba, État de Rio Grande do Sul, actif entre 2002 et 2011.

## Histoire
Le groupe Superguidis est formé en 2002 dans la ville de Guaíba, dans la région métropolitaine de Porto Alegre - Rio Grande do Sul. Le groupe est formé à l'origine sous le nom de Dissidentes, par Andrio Maquenzi, Diogo Macueidi, Marco Pecker et Everton Siqueira, et consiste essentiellement en une reprise de groupes de grunge tels que Pearl Jam et Stone Temple Pilots. Après le départ d'Everton et l'arrivée de Lucas Pocamacha, le groupe change de nom pour devenir Superguidis, et commence à créer ses propres morceaux en s'inspirant de groupes de rock indépendant tels que Pavement et Guided by Voices,,.
En 2006, Superguidis est le premier groupe à sortir un album studio, Superguidis, en téléchargement sur le projet de « téléchargement payant » de Trama Virtual,,. La même année, le groupe est considéré comme l'un des 13 noms du nouveau rock qui comptent vraiment, dans un article spécial du magazine Bizz, où ils sont également nommés pour le prix du groupe révélation 2006. Il est également désigné par la chaîne MTV Brésil comme le groupe révélation du  Rio Grande do Sul, de l'avis unanime des critiques et des producteurs. Fin 2006, leur premier album est élu meilleur album indépendant de l'année par Trama Virtual, devant Tom Zé, Mombojó et d'autres. Superguidis est également l'un des trois meilleurs albums de l'année pour le journaliste Lúcio Ribeiro et sa rubrique Popload,,.
En 2007, ils sortent leur deuxième album, A Amarga Sinfonia do Superstar. En 2008, ils participent à la compilation Le Nouveau rock brésilien, publiée par le magazine bilingue Brazuca, qui fait découvrir la culture brésilienne en France et en Belgique.
En 2010, le site spécialisé dans le rock indépendant brésilien MiojoIndie place deux albums du groupe dans sa liste des 100 meilleurs albums brésiliens des années 2000 : leur premier album Superguidis à la 5e place, et leur deuxième album A Amarga Sinfonia do Superstar à la 51e place. La même année, ils sortent leur troisième album, Superguidis.
En 2011, ils annoncent la fin du groupe. Lorsque le guitariste Lucas Pocamacha quitte le groupe annonçant vouloir faire des études d'ingénieur et travailler dans ce domaine, les autres membres décident d'arrêter. La même année, un EP d'adieu, EPílogo, contenant des inédits qui figureront sur le quatrième album du groupe, sort,,,.

## Discographie

### Albums studio
- 2006 : Superguidis
- 2007 : A Amarga Sinfonia do Superstar
- 2010 : Superguidis

### DVD
- 2010 : Acústico no Cultura Rock Clube, Maio/2009 (Ao Vivo)

### EP
- 2003 : O Véio Máximo
- 2004 : Ainda Sem Nome
- 2011 : EPílogo